# Dos tumbas
Dos tumbas es una miniserie de televisión por internet española de thriller creada por Agustín Martínez para Netflix. Está protagonizada por Kiti Mánver, Álvaro Morte y Hovik Keuchkerian. Tiene previsto su estreno en Netflix para el 29 de agosto de 2025.

## Trama
Hace dos años, dos adolescentes desaparecieron en misteriosas circunstancias y su caso se quedó sin resolver por falta de pruebas y sospechosos. Dos años después, la abuela de una de ellas inicia una investigación por su propia cuenta con el fin de cobrarse la justicia por su mano.

## Reparto

### Reparto principal
- Kiti Mánver como Isabel
- Álvaro Morte
- Hovik Keuchkerian

### Reparto secundario
- Nadia Vilaplana
- Joan Solé
- Zoe Arnao
- Nonna Cardoner como Lupe
- Carlos Scholz como Beltrán
- Salva Reina

## Producción
En abril de 2024, Netflix anunció que estaba desarrollando la serie Dos tumbas, la cual estaría escrita por Agustín Martínez, Jorge Díaz y Antonio Mercero, integrantes del colectivo literario Carmen Mola. Álvaro Morte, Hovik Keuchkerian y Kiti Mánver fueron confirmados como los actores protagonistas de la serie. El rodaje de la serie tuvo lugar principalmente en Madrid, aunque algunas escenas también fueron rodadas en localizaciones de la provincia de Málaga, particularmente de la comarca de La Axarquía, como Torrox, Nerja o Frigiliana.

## Lanzamiento y marketing
El 17 de junio de 2025, Netflix anunció que Dos tumbas se estrenaría en su plataforma el 29 de agosto de 2025.